# Bitomus paucipilis
Bitomus paucipilis är en stekelart som beskrevs av Fischer 2006. Bitomus paucipilis ingår i släktet Bitomus och familjen bracksteklar. Inga underarter finns listade.